# Sarsden
Sarsden is een civil parish in het bestuurlijke gebied West Oxfordshire, in het Engelse graafschap Oxfordshire met 83 inwoners.